# 关文晶
关文晶（英文名：sylvia guan，1983年1月18日—）满族正黄旗，出生于黑龙江省哈尔滨市，大学学的是金融管理系，后远赴新加坡工作，是中国大陆知名的女模特，因车展暴露其傲人的身材，被誉为“第一美胸车模”、“兽兽接班人”。

## 人物简介
关文晶，哈尔滨人，而且是满族，大学主修金融管理系，中途退学，在新加坡工作，并获得2010年度新加坡时装节最受欢迎亚洲面孔大赛（2010 FSO Asian Model）亚军。

## 荣誉奖项
| 年份 | 大赛名                                               | 奖项 |
| ---- | ---------------------------------------------------- | ---- |
| 2010 | 2010年度新加坡时装节                                 | 亚军 |
| 2010 | 第十一届北京国际汽车展览会“HANMAC手机杯”汽车模特大赛 | 亚军 |
| 2010 | 2010北京车展全明星车模大赛                           | 亚军 |

## 言论观点

### 回应“兽兽接班人”称号
关文晶：“我觉得还是因为身材的原因。我穿吉利那一套比较暴露一点的衣服，有些人觉得很暴露，有些人觉得它把我身材所有的优点都展示出来了，那一段时间在那之前兽兽的新闻比较火一点，大家可能会把我们俩做比较。其实我跟她还是区别很大的。”

### 谈模特工作
关文晶：“我们很需要一种尊重。”，“每一个美丽的背影都有很多辛酸的故事。”